# Mompha annulata
Mompha annulata é uma espécie de mariposa do gênero Mompha pertencente à família Coleophoridae.